# Chieri '76 Volleyball 2017-2018
Questa voce raccoglie le informazioni riguardanti il Chieri '76 Volleyball nelle competizioni ufficiali della stagione 2017-2018.

## Stagione
Nella stagione 2017-18 il Chieri '76 Volleyball assume la denominazione sponsorizzata di Fenera Chieri.
Partecipa per la terza volta alla Serie A2; chiude la regular season di campionato al quinto posto in classifica, qualificandosi per i play-off promozione, che vince battendo nella serie finale l'Adolfo Consolini, ottenendo la promozione in Serie A1.
Il terzo posto al termine del girone di andata consente al Chieri '76 di qualificarsi per la Coppa Italia di Serie A2: viene eliminata in semifinale battuta dal Mondovì.

## Organigramma societario
Area direttiva
- Presidente: Filippo Vergnano

Area tecnica
- Allenatore: Luca Secchi
- Allenatore in seconda: Marco Sinibaldi

## Rosa
| N° | Nome                | Ruolo | Data di nascita   | Nazionalità sportiva |
| -- | ------------------- | ----- | ----------------- | -------------------- |
| 1  | Giulia Bresciani    | L     | 27 settembre 1992 | Italia               |
| 2  | Paola Sandrone      | L     | 22 luglio 2000    | Italia               |
| 3  | Elena Perinelli     | S     | 25 giugno 1995    | Italia               |
| 4  | Anna Mezzi          | S     | 4 dicembre 1992   | Italia               |
| 6  | Sofia Moretto       | O     | 1º ottobre 1995   | Italia               |
| 7  | Sara Colombano      | P     | 19 maggio 2000    | Italia               |
| 8  | Giuditta Lualdi     | C     | 13 settembre 1995 | Italia               |
| 9  | Gaia Dell'Amico     | P     | 26 maggio 2000    | Italia               |
| 10 | Eleonora Batte      | C     | 9 dicembre 2000   | Italia               |
| 11 | Costanza Manfredini | O     | 16 luglio 1988    | Italia               |
| 12 | Giulia Angelina     | S     | 26 febbraio 1997  | Italia               |
| 13 | Samantha Middleborn | C     | 10 novembre 1990  | Stati Uniti          |
| 14 | Giulia Salvi        | C     | 25 luglio 1984    | Italia               |
| 17 | Sara De Lellis      | P     | 14 novembre 1986  | Italia               |
| 18 | Yasmina Akrari      | C     | 31 agosto 1993    | Italia               |

## Mercato
| Acquisti | Acquisti            | Acquisti       | Acquisti   |
| R.       | Nome                | da             | Modalità   |
| -------- | ------------------- | -------------- | ---------- |
| S        | Yasmina Akrari      | Lilliput       | definitivo |
| S        | Giulia Angelina     | Hermaea        | definitivo |
| P        | Sara Colombano      | Futura Giovani | definitivo |
| P        | Sara De Lellis      | SAB            | definitivo |
| C        | Giuditta Lualdi     | Flero          | definitivo |
| O        | Costanza Manfredini | Soverato       | definitivo |
| C        | Samantha Middleborn | KGC Ginseng    | definitivo |
| O        | Sofia Moretto       | La Sportiva    | definitivo |
| S        | Elena Perinelli     | Club Italia    | definitivo |
| C        | Giulia Salvi        | Pinerolo       | definitivo |

| Cessioni | Cessioni             | Cessioni         | Cessioni   |
| R.       | Nome                 | a                | Modalità   |
| -------- | -------------------- | ---------------- | ---------- |
| P        | Ester Armando        | Lingotto         | definitivo |
| C        | Anna Caneva          | Adolfo Consolini | definitivo |
| O        | Caterina Errichiello | Club Cesena      | definitivo |
| S        | Marianna Ferrara     | Due Principati   | definitivo |
| O        | Elena Koleva         | Cappuccini       | definitivo |
| C        | Kiesha Leggs         | Saint-Raphaël    | definitivo |
| L        | Claudia Provaroni    | Hermaea          | definitivo |
| C        | Ludovica Scapati     | ?                | definitivo |
| S        | Natalia Serena       | Pinerolo         | definitivo |
| C        | Federica Tasca       | -                | ritirata   |
| P        | Giorgia Vingaretti   | Pinerolo         | definitivo |

## Risultati

### Serie A2

#### Girone di andata
| 1ª giornata - 8 ottobre 2017 PalaMaddalene, Chieri        | Chieri '76            | 3 - 0 | Hermaea             | 25-18, 25-15, 25-16               |
| 2ª giornata - 14 ottobre 2017 PalaCosta, Ravenna          | Olimpia Teodora       | 1 - 3 | Chieri '76          | 19-25, 30-28, 14-25, 17-25        |
| 3ª giornata - 18 ottobre 2017 PalaSanbapolis, Trento      | Trentino Rosa         | 2 - 3 | Chieri '76          | 25-23, 19-25, 27-25, 24-26, 11-15 |
| 4ª giornata - 22 ottobre 2017 PalaMaddalene, Chieri       | Chieri '76            | 0 - 3 | Adolfo Consolini    | 22-25, 23-25, 16-25               |
| 5ª giornata - 28 ottobre 2017 PalaManera, Mondovì         | Mondovì               | 3 - 1 | Chieri '76          | 15-25, 25-23, 25-20, 26-24        |
| 6ª giornata - 1º novembre 2017 PalaMaddalene, Chieri      | Chieri '76            | 3 - 0 | Marsala             | 25-14, 28-26, 25-19               |
| 7ª giornata - 5 novembre 2017 PalaMaddalene, Chieri       | Chieri '76            | 2 - 3 | Millenium Brescia   | 14-25, 25-18, 25-18, 28-30, 11-15 |
| 8ª giornata - 12 novembre 2017 PalaPapini, Orvieto        | Zambelli Orvieto      | 0 - 3 | Chieri '76          | 18-25, 18-25, 21-25               |
| 9ª giornata - 19 novembre 2017 PalaMaddalene, Chieri      | Chieri '76            | 3 - 1 | Cuneo Granda        | 25-21, 25-19, 21-25, 25-16        |
| 10ª giornata - 26 novembre 2017 PalaCapriglia, Pellezzano | Due Principati        | 0 - 3 | Chieri '76          | 20-25, 23-25, 17-25               |
| 11ª giornata - 29 novembre 2017 PalaEvangelisti, Perugia  | Wealth Planet Perugia | 0 - 3 | Chieri '76          | 15-25, 26-28, 19-25               |
| 12ª giornata - 3 dicembre 2017 PalaMaddalene, Chieri      | Chieri '76            | 3 - 1 | VolAlto Caserta     | 25-22, 25-14, 23-25, 25-21        |
| 13ª giornata - 10 dicembre 2017 PalaMaddalene, Chieri     | Chieri '76            | 3 - 0 | Montecchio Maggiore | 25-18, 25-23, 25-19               |
| 14ª giornata - 13 dicembre 2017 Centro Pavesi, Milano     | Club Italia           | 3 - 1 | Chieri '76          | 25-16, 24-26, 25-21, 29-27        |
| 16ª giornata - 26 dicembre 2017 PalaMaddalene, Chieri     | Chieri '76            | 3 - 0 | CUS Torino          | 25-20, 25-22, 25-14               |
| 17ª giornata - 30 dicembre 2017 PalaScoppa, Soverato      | Soverato              | 1 - 3 | Chieri '76          | 18-25, 25-23, 19-25, 19-25        |

#### Girone di ritorno
| 18ª giornata - 6 gennaio 2018 Geopalace, Olbia                                   | Hermaea             | 0 - 3 | Chieri '76            | 22-25, 20-25, 15-25               |
| 19ª giornata - 13 gennaio 2018 PalaMaddalene, Chieri                             | Chieri '76          | 3 - 1 | Olimpia Teodora       | 25-19, 25-23, 23-25, 25-21        |
| 20ª giornata - 17 gennaio 2018 PalaMaddalene, Chieri                             | Chieri '76          | 3 - 0 | Trentino Rosa         | 25-23, 25-20, 25-20               |
| 21ª giornata - 21 gennaio 2018 Palazzetto dello Sport, San Giovanni in Marignano | Adolfo Consolini    | 3 - 1 | Chieri '76            | 25-17, 25-23, 21-25, 25-17        |
| 22ª giornata - 28 gennaio 2018 PalaMaddalene, Chieri                             | Chieri '76          | 2 - 3 | Mondovì               | 25-23, 21-25, 26-28, 25-17, 9-15  |
| 23ª giornata - 4 febbraio 2018 PalaBellina, Marsala                              | Marsala             | 0 - 3 | Chieri '76            | 21-25, 17-25, 19-25               |
| 24ª giornata - 11 febbraio 2018 PalaGeorge, Montichiari                          | Millenium Brescia   | 3 - 1 | Chieri '76            | 26-24, 22-25, 29-27, 25-15        |
| 25ª giornata - 21 febbraio 2018 PalaMaddalene, Chieri                            | Chieri '76          | 2 - 3 | Zambelli Orvieto      | 26-24, 14-25, 23-25, 29-27, 10-15 |
| 26ª giornata - 25 febbraio 2018 PalaCastagnaretta, Cuneo                         | Cuneo Granda        | 3 - 0 | Chieri '76            | 25-17, 25-18, 25-14               |
| 27ª giornata - 4 marzo 2018 PalaMaddalene, Chieri                                | Chieri '76          | 0 - 3 | Due Principati        | 14-25, 31-33, 17-25               |
| 28ª giornata - 7 marzo 2018 PalaMaddalene, Chieri                                | Chieri '76          | 3 - 0 | Wealth Planet Perugia | 25-23, 25-20, 25-21               |
| 29ª giornata - 11 marzo 2018 Palazzetto dello Sport, Caserta                     | VolAlto Caserta     | 0 - 3 | Chieri '76            | 20-25, 16-25, 18-25               |
| 30ª giornata - 18 marzo 2018 PalaCollodi, Montecchio Maggiore                    | Montecchio Maggiore | 0 - 3 | Chieri '76            | 23-25, 22-25, 26-28               |
| 31ª giornata - 22 marzo 2018 PalaMaddalene, Chieri                               | Chieri '76          | 2 - 3 | Club Italia           | 25-23, 24-26, 25-22, 22-25, 11-15 |
| 33ª giornata - 2 aprile 2018 PalaRuffini, Torino                                 | CUS Torino          | 3 - 2 | Chieri '76            | 25-22, 25-20, 21-25, 24-26, 15-10 |
| 34ª giornata - 8 aprile 2018 PalaMaddalene, Chieri                               | Chieri '76          | 3 - 0 | Soverato              | 25-21, 25-15, 25-19               |

#### Play-off promozione
| Quarti di finale (gara 1) - 15 aprile 2018 PalaMaddalene, Chieri                   | Chieri '76       | 3 - 1 | Trentino Rosa    | 23-25, 25-23, 25-21, 25-20        |
| Quarti di finale (gara 2) - 18 aprile 2018 PalaSanbapolis, Trento                  | Trentino Rosa    | 3 - 2 | Chieri '76       | 25-15, 25-21, 20-25, 18-25, 15-13 |
| Quarti di finale (gara 3) - 22 aprile 2018 PalaMaddalene, Chieri                   | Chieri '76       | 3 - 0 | Trentino Rosa    | 25-16, 25-19, 25-21               |
| Semifinali (gara 1) - 25 aprile 2018 PalaCastagnaretta, Cuneo                      | Cuneo Granda     | 2 - 3 | Chieri '76       | 17-25, 25-22, 25-17, 20-25, 9-15  |
| Semifinali (gara 2) - 29 aprile 2018 PalaMaddalene, Chieri                         | Chieri '76       | 2 - 3 | Cuneo Granda     | 22-25, 25-23, 25-23, 19-25, 16-18 |
| Semifinali (gara 3) - 1º maggio 2018 PalaCastagnaretta, Cuneo                      | Cuneo Granda     | 2 - 3 | Chieri '76       | 25-16, 21-25, 25-22, 21-25, 8-15  |
| Finale (gara 1) - 6 maggio 2018 Palazzetto dello Sport, San Giovanni in Marignano  | Adolfo Consolini | 3 - 1 | Chieri '76       | 26-24, 28-30, 25-18, 25-17        |
| Finale (gara 2) - 9 maggio 2018 PalaMaddalene, Chieri                              | Chieri '76       | 3 - 1 | Adolfo Consolini | 17-25, 25-17, 25-21, 25-22        |
| Finale (gara 3) - 13 maggio 2018 Palazzetto dello Sport, San Giovanni in Marignano | Adolfo Consolini | 1 - 3 | Chieri '76       | 21-25, 26-24, 21-25, 20-25        |

### Coppa Italia di Serie A2
| Quarti di finale - 24 gennaio 2018 PalaMaddalene, Chieri | Chieri '76 | 3 - 2 | Millenium Brescia | 20-25, 25-18, 21-25, 25-15, 17-15 |
| Semifinali - 7 febbraio 2018 PalaManera, Mondovì         | Mondovì    | 3 - 2 | Chieri '76        | 23-25, 25-20, 17-25, 25-13, 15-12 |

## Statistiche

### Statistiche di squadra
| Competizione             | Punti | In casa | In casa | In casa | In trasferta | In trasferta | In trasferta | Totale | Totale | Totale |
| Competizione             | Punti | G       | V       | P       | G            | V            | P            | G      | V      | P      |
| ------------------------ | ----- | ------- | ------- | ------- | ------------ | ------------ | ------------ | ------ | ------ | ------ |
| Serie A2                 | 64    | 20      | 13      | 7       | 21           | 13           | 8            | 41     | 26     | 15     |
| Coppa Italia di Serie A2 | -     | 1       | 1       | 0       | 1            | 0            | 1            | 2      | 1      | 1      |
| Totale                   | -     | 21      | 14      | 7       | 22           | 13           | 9            | 43     | 27     | 16     |

G = partite giocate; V = partite vinte; P = partite perse

### Statistiche dei giocatori
| Giocatore     | Serie A2 | Serie A2 | Serie A2 | Serie A2 | Serie A2 | Coppa Italia di Serie A2 | Coppa Italia di Serie A2 | Coppa Italia di Serie A2 | Coppa Italia di Serie A2 | Coppa Italia di Serie A2 | Totale | Totale | Totale | Totale | Totale |
| Giocatore     | P        | PT       | AV       | MV       | BV       | P                        | PT                       | AV                       | MV                       | BV                       | P      | PT     | AV     | MV     | BV     |
| ------------- | -------- | -------- | -------- | -------- | -------- | ------------------------ | ------------------------ | ------------------------ | ------------------------ | ------------------------ | ------ | ------ | ------ | ------ | ------ |
| Y. Akrari     | 41       | 441      | 276      | 144      | 21       | 2                        | 31                       | 19                       | 10                       | 2                        | 43     | 472    | 295    | 154    | 23     |
| G. Angelina   | 41       | 670      | 562      | 74       | 34       | 2                        | 38                       | 34                       | 2                        | 2                        | 43     | 708    | 596    | 76     | 36     |
| E. Batte      | 4        | 12       | 7        | 4        | 1        | 1                        | 0                        | 0                        | 0                        | 0                        | 5      | 12     | 7      | 4      | 1      |
| G. Bresciani  | 40       | 1        | 1        | 0        | 0        | 2                        | 0                        | 0                        | 0                        | 0                        | 42     | 1      | 1      | 0      | 0      |
| S. Colombano  | 11       | 10       | 6        | 2        | 2        | 1                        | 0                        | 0                        | 0                        | 0                        | 12     | 10     | 6      | 2      | 2      |
| S. De Lellis  | 38       | 82       | 48       | 19       | 15       | 2                        | 3                        | 1                        | 0                        | 2                        | 40     | 85     | 59     | 19     | 17     |
| G. Dell'Amico | 1        | 0        | 0        | 0        | 0        | -                        | -                        | -                        | -                        | -                        | 1      | 0      | 0      | 0      | 0      |
| G. Lualdi     | 32       | 235      | 172      | 49       | 14       | 2                        | 17                       | 7                        | 9                        | 1                        | 34     | 252    | 179    | 58     | 15     |
| C. Manfredini | 41       | 607      | 510      | 66       | 31       | 2                        | 40                       | 38                       | 1                        | 1                        | 43     | 647    | 548    | 67     | 32     |
| A. Mezzi      | 26       | 84       | 71       | 8        | 5        | 2                        | 0                        | 0                        | 0                        | 0                        | 28     | 84     | 71     | 8      | 5      |
| S. Middleborn | 15       | 149      | 99       | 43       | 7        | -                        | -                        | -                        | -                        | -                        | 15     | 149    | 99     | 43     | 7      |
| S. Moretto    | 18       | 24       | 21       | 3        | 0        | 1                        | 0                        | 0                        | 0                        | 0                        | 19     | 24     | 21     | 3      | 0      |
| E. Perinelli  | 41       | 376      | 322      | 21       | 33       | 2                        | 28                       | 24                       | 3                        | 1                        | 43     | 404    | 346    | 24     | 34     |
| G. Salvi      | 4        | 1        | 1        | 0        | 0        | 0                        | 0                        | 0                        | 0                        | 0                        | 4      | 1      | 1      | 0      | 0      |
| P. Sandrone   | 8        | 0        | 0        | 0        | 0        | 0                        | 0                        | 0                        | 0                        | 0                        | 8      | 0      | 0      | 0      | 0      |

P = presenze; PT = punti totali; AV = attacchi vincenti; MV = muri vincenti; BV = battute vincenti